# Alan Splet
Alan Splet (31 de dezembro de 1939 — Berkeley, 2 de dezembro de 1994) foi um designer e editor de som estadunidense. Em 1979, venceu o Oscar pelo seu trabalho em The Black Stallion, porém não compareceu na cerimônia. Em 1984, recebeu outra indicação ao Oscar na categoria de melhor mixagem de som por Never Cry Wolf.
Durante toda sua carreira, envolveu-se bastante com David Lynch, cineasta com quem trabalhou no design de som em diversos filmes: Eraserhead (1977), Dune (1986) e Blue Velvet (1988)